# Ӳ
Ӳ (minuskule ӳ) je písmeno cyrilice. Je používáno pouze v čuvaštině. Jedná se o variantu písmena У. Zachycuje stejnou hlásku jako písmeno Ü v němčině.